# Faisan à queue rousse
Lophura erythrophthalma
Espèce
Statut de conservation UICN

 CR A2cd+3cd+4cd : 
En danger critique
Le Faisan à queue rousse (Lophura erythrophthalma) est une espèce d'oiseaux de la famille des Phasianidae.

## Répartition
Cette espèce vit au Brunei, en Indonésie, en Malaisie et à Singapour notamment dans la Péninsule malaise, à Sumatra et à Bornéo.

## Sous-espèces
Cet oiseau est représenté par deux sous-espèces :
- L. e. erythrophthalma (Raffles, 1822), Faisan à queue rousse : forêts de la frange côtière de la Péninsule malaise et de Sumatra ;
- L. e. pyronota (Gray, 1841), Faisan pyronote : forêts de la frange côtière de Sarawak, Brunei et sud de Sabah (nord de Bornéo) ; le mâle se distingue de celui de la forme nominale par une striation blanche des parties inférieures.

## Habitat
Le faisan à queue rousse est inféodé à la forêt primaire de basse altitude (0–300 m) à Sumatra et à Bornéo mais il semble tolérer la forêt secondaire partiellement éclaircie par l’homme en Malaisie.

## Alimentation
Son régime alimentaire se compose grossièrement de la même quantité de nourriture animale et végétale. Des larves, termites et autres insectes sont directement prélevés sur le sol ou extraits en grattant la litière de feuilles mortes. De petites baies dures sont également collectées et des fruits tombés des arbres du genre Knema (myristicacée, sorte de petite mangue) sont également consommés. En raison de la présence de figuiers dans son environnement, il est probable qu’il s’en nourrisse également, comme les autres faisans dans le même cas.

## Parade nuptiale
En parade nuptiale, le mâle se tient verticalement, comme le faisan noble, et relève fortement le croupion pour exhiber sa tache cuivrée. En même temps, il déploie ses courtes rectrices en un petit éventail, perpendiculaire à l’axe du corps, et étale ses caroncules rouges qui forment alors deux petites cornes au-dessus de la tête. Ainsi paré, il se pavane autour de la femelle, en s’abaissant et en se relevant tout en maintenant sa queue largement déployée. Parfois cette parade s’accompagne de vibrations d’ailes à la manière des autres Lophura.

## Nidification
Il existe deux anciennes données, l’une concernant la sous-espèce L. e. pyronota et datant de 1946 et l’autre concernant la forme nominale et datant de 1968. Plus récemment (2000), Frank Lambert a photographié une femelle sur son nid dans la Pasoh Forest Reserve en péninsule malaise dans une forêt de diptérocarpes à basse altitude. Elle couvait quatre œufs blancs au pied de deux arbres rapprochés sur une assise de quelques feuilles et brindilles. Cette photo est reproduite dans l’ouvrage de Hennache & Ottaviani (2005).

## Statut, conservation
Fuller & Garson (2000) considèrent l’espèce comme globalement vulnérable et préconisent de préciser ses besoins écologiques et son statut ainsi que les relations entre le faisan noble et le faisan à queue rousse. Ils suggèrent aussi de vérifier que les populations sont bien présentes dans les réserves existantes et de créer de nouvelles zones protégées.